# 叶永青 (传教士)
叶永青（挪威语：Peter Torjesen，1892年—1939年12月14日），是一位中国内地会的挪威传教士。

## 生平
叶永青在18岁时，接受呼召前往中国传福音。那天，他投入奉献箱的不仅是他钱包中所有的钱，还有一张小额钞票上写着，“和我的一生”。8年以后， 1918年，他抵达中国。1923年1月17日，他在山西岚县与 Valborg 结婚。
在中国抗日战争期间，叶永青夫妇打开他们在山西河曲县的家和教堂，庇护了1,000名难民。1939年12月14日，叶永青死于日军对山西河曲县的空袭。
1988年，叶永青的家人接到河曲县官员的通知，叶永青已被列入该县“人民烈士”的名单，该县希望在他去世50周年时为他竖立一座纪念碑。1990年8月，这座大理石纪念碑揭幕，上面用金字铭刻叶永青的事迹。